# Fool Moon Acappella Fesztivál
A Fool Moon Acappella Fesztivált, számtalan külföldi verseny, fellépés és fesztiválszereplés tapasztalatait hasznosítva, a Fool Moon vokálegyüttes alapította 2005-ben Szegeden. Méretét és korát tekintve jelenleg is ez az egyetlen ilyen jellegű rendezvény Magyarországon, amely már az első évben nagy sikernek örvendett: a hazai és külföldi előadók telt ház előtt mutathatták meg, milyen régi és új irányzatok születtek az a cappella műfajon belül.
A fesztivál elmúlt éveiben a közönség megismerkedhetett a magyar a cappella éneklés legjobbjaival klasszikus és könnyűzenei vonalon egyaránt, és minden alkalommal álló ovációval fogadta a nemzetközi a cappella zene és beatbox neves képviselőit, akik többek között az Egyesült Államokból, Angliából, Kubából, Európa számos országából, Ázsiából és a balti államokból is érkeztek. Sok acappella együttesnek ez volt az első magyarországi fellépése, bemutatkozó koncertje.
A Fool Moon hangsúlyt fektet a műfaj szélesebb körű népszerűsítésére, lehetőséget biztosít feltörekvő, fiatal együtteseknek is a bemutatkozásra.

## KóSza (Kórusok Szabadon)
Németh Miklós, a Fool Moon vezetője és a fesztivál főszervezőjének ötlete nyomán, a fesztivál keretein belül indult útjára, majd később önálló rendezvénnyé nőtte ki magát a KóSza (Kórusok Szabadon), amellyel az együttes szerette volna Szeged városát egy a cappella zenétől zengő, vidám színtérré tenni. A KóSza folyamán az ideutazó és helyi kórusok Szeged különböző kultikus terein, belső udvarain adják elő műsoraikat a járókelőknek, majd egy közönséggel közös éneklésre gyűlnek össze. A KóSza jelenleg a budapesti KÉJ (Kórusok Éjszakája) társrendezvénye is egyben.

## Fellépők
| Évad                                             | Dátum       | Fellépők                                                                       | Helyszín                                 |
| ------------------------------------------------ | ----------- | ------------------------------------------------------------------------------ | ---------------------------------------- |
| XVII. Fool Moon Acappella Fesztivál              | 2024.10.11. | Jazzation (HU) Postyr (DK)                                                     | IH Rendezvényközpont                     |
| XVII. Fool Moon Acappella Fesztivál              | 2024.10.12. | Fool Moon (HU) The Real Group (S)                                              | IH Rendezvényközpont                     |
| XVI. Fool Moon Acappella Fesztivál               | 2023.10.06. | Naturally7 (USA)                                                               | IH Rendezvényközpont                     |
| XVI. Fool Moon Acappella Fesztivál               | 2023.10.07. | Voice Drops (HU) Jammal & FMaN (HU) Fool Moon (HU)                             | IH Klub IH Rendezvényközpont             |
| XV. Fool Moon Acappella Fesztivál - csökkentés   | 2022.10.01. | Fool Moon (HU) Rock4 (NL)                                                      | IH Rendezvényközpont                     |
| XIV. Fool Moon Acappella Fesztivál               | 2018.10.05. | Bolyki Brothers (HU)                                                           | IH Rendezvényközpont                     |
| XIV. Fool Moon Acappella Fesztivál               | 2018.10.06. | Fool Moon (HU) Opus Jam (FR)                                                   | IH Rendezvényközpont                     |
| XIII. Fool Moon Acappella Fesztivál              | 2017.10.28. | KóSza - Kórusok Szabadon                                                       | Szeged belváros                          |
| XIII. Fool Moon Acappella Fesztivál              | 2017.10.29. | Szirtes Edina "Mókus" ft. Jammal Bolyki Balázs és a Bolyki Soul & Gospel kórus | IH Rendezvényközpont                     |
| XIII. Fool Moon Acappella Fesztivál              | 2017.10.30. | Fool Moon (HU) Vocal Six (S)                                                   | IH Rendezvényközpont                     |
| XII. Fool Moon Acappella Fesztivál               | 2016.10.07. | For You (SK)                                                                   | IH Klub                                  |
| XII. Fool Moon Acappella Fesztivál               | 2016.10.08. | Peder Karlsson workshop (S) Fool Moon (HU) iNtrmzzo (NL)                       | IH Rendezvényközpont                     |
| XI. Fool Moon Acappella Fesztivál                | 2015.10.02. | Musicolore énekegyüttes (HU) WindSingers (HU)                                  | IH Klub                                  |
| XI. Fool Moon Acappella Fesztivál                | 2015.10.03. | Fool Moon (HU) The Swingles (UK)                                               | IH Rendezvényközpont                     |
| X. Fool Moon Acappella Fesztivál                 | 2014.10.02. | WindSingers (HU)                                                               | IH Klub                                  |
| X. Fool Moon Acappella Fesztivál                 | 2014.10.03. | Singer Street (HU) Skety (CZ)                                                  | IH Klub                                  |
| X. Fool Moon Acappella Fesztivál                 | 2014.10.04. | Fool Moon (HU) Tonalrausch (DE)                                                | IH Rendezvényközpont                     |
| IX. Fool Moon Acappella Fesztivál                | 2013.10.04. | WindSingers (HU) Gospel Train (HU)                                             | IH Klub                                  |
| IX. Fool Moon Acappella Fesztivál                | 2013.10.05. | Fool Moon (HU) Rock4 (NL)                                                      | IH Rendezvényközpont                     |
| VIII. “Fool Moon” Nemzetközi Acappella Fesztivál | 2012.10.11. | Fool Moon & á la c'ARTe (Fool Feature)                                         | IH Rendezvényközpont                     |
| VIII. “Fool Moon” Nemzetközi Acappella Fesztivál | 2012.10.12. | Sixtones (HU) Vivat Bacchus (HU)                                               | IH Klub                                  |
| VIII. “Fool Moon” Nemzetközi Acappella Fesztivál | 2012.10.13. | Fool Moon (HU) Mezzotono (IT)                                                  | IH Rendezvényközpont                     |
| VII. “Fool Moon” Nemzetközi Acappella Fesztivál  | 2011.10.07. | Ricsi fiú standup Kovács András Péter standup Fool Moon (HU) Jazzation (HU)    | Acappella comedy, JATE Klub              |
| VII. “Fool Moon” Nemzetközi Acappella Fesztivál  | 2011.10.08. | Fool Moon (HU) Stouxingers (DE)                                                | IH Rendezvényközpont                     |
| VI. “Fool Moon” Nemzetközi Acappella Fesztivál   | 2010.10.07. | Száj-Art (HU) Acapellers (HU)                                                  | IH Klub                                  |
| VI. “Fool Moon” Nemzetközi Acappella Fesztivál   | 2010.10.08. | Fool Moon (HU) Mansound (UA)                                                   | IH Rendezvényközpont                     |
| V. “Fool Moon” Nemzetközi Acappella Fesztivál    | 2009.10.09. | Give Me Five (HU) New Seasons (HU) Klangbezirk (DE)                            | Millenniumi Kávéház IH Rendezvényközpont |
| V. “Fool Moon” Nemzetközi Acappella Fesztivál    | 2009.10.10. | Fool Moon (HU) Camerata (BY)                                                   | IH Rendezvényközpont                     |
| IV. “Fool Moon” Nemzetközi Acappella Fesztivál   | 2008.10.16. | Vivat Bacchus (HU) Shiva Knows (NL)                                            | IH Rendezvényközpont                     |
| IV. “Fool Moon” Nemzetközi Acappella Fesztivál   | 2008.10.17. | Fool Moon (HU) Vocal Sampling (CU)                                             | IH Rendezvényközpont                     |
| IV. “Fool Moon” Nemzetközi Acappella Fesztivál   | 2008.10.18. | Keep Smiling (HU)                                                              | IH Rendezvényközpont                     |
| III. “Fool Moon” Nemzetközi Acappella Fesztivál  | 2007.10.19. | Four Fathers (HU) New Swing Quartet (SLO)                                      | SZTE TIK                                 |
| III. “Fool Moon” Nemzetközi Acappella Fesztivál  | 2007.10.20. | Fool Moon (HU) A'Cappella ExpreSSS (RU)                                        | SZTE TIK                                 |
| III. “Fool Moon” Nemzetközi Acappella Fesztivál  | 2007.10.21. | Fool Moon (HU) Ois Voice (AT)                                                  | Jég- és Rendezvénycentrum                |
| II. “Fool Moon” Nemzetközi Acappella Fesztivál   | 2006.10.20. | Banchieri Singers (HU) Triu (AT) Vendég: Carl Pannuzzo (AU)                    | SZTE TIK                                 |
| II. “Fool Moon” Nemzetközi Acappella Fesztivál   | 2006.10.21. | Fool Moon (HU) Rock 4 (NL)                                                     | SZTE TIK                                 |
| I. “Fool Moon” Nemzetközi Acappella Fesztivál    | 2005.09.29. | Art of Mouth (DE) Fool Moon (HU) Vendég: Szolnoki Péter (Bon-Bon)              | SZTE TIK                                 |
| I. “Fool Moon” Nemzetközi Acappella Fesztivál    | 2005.09.30. | Velvet Voices (AT) UniCum Laude énekegyüttes (HU)                              | SZTE TIK                                 |